# Трейсі Шевальє
Трейсі Шевальє (англ. Tracy Chevalier) (нар. 19 жовтня 1962, Вашингтон, США) — британська письменниця американського походження, авторка восьми історичних романів, серед яких найвідомішим є «Дівчина з перловою сережкою».

## Життєпис
Народилася 19 жовтня 1962 року у Вашингтоні, округ Колумбія. Наймолодша в родині з трьох дітей. Її батько, Дуглас Шевальє, понад 30 років працював фотографом у газеті «Вашингтон пост». У 1970 році, коли Трейсі було вісім років, померла мати.
У 1984 році здобула ступінь бакалавра мистецтв в коледжі Оберлін в штаті Огайо. Згодом переїхала до Англії, де протягом декількох років працювала у видавничій справі — помічником редактора культурологічної енциклопедії видавництва «Макміллан», згодом перейшла редактором у видавництво «St. James Press». У 1993 році працювала над магістерською роботою в Університеті Східної Англії у Норвічі. Її викладачами були письменники Малкольм Бредбері та Роуз Тримейн.
Її перший роман «Діва у блакитному» (The Virgin Blue) вийшов у світ у 1997 році. Однак справжнє визнання прийшло після публікації у 1999 році другого роману — «Дівчина з перловою сережкою», в основі якого історія створення одного з найвідоміших полотен голландського художника Яна Вермера. Книжка перекладена понад 38-ма мовами.
Станом на  2013 рік живе в Лондоні з чоловіком і сином.

## Українські переклади
- Шевальє, Т. Дівчина з перловою сережкою [Текст] / Трейсі Шевальє ; пер. з англ. Олександри Гординчук. — Львів : Видавництво Старого Лева, 2016. — 256 с. — ISBN 978-617-679-303-8.

## Екранізації
У 2003 році був знятий однойменний фільм «Дівчина з перлинною сережкою» зі Скарлетт Йоганссон та Коліном Фертом у головних ролях. Стрічка була номінована на «Оскар», «Золотий глобус» і BAFTA. Саундтрек до фільму написав видатний французький композитор Александр Деспла.